# Lindau
Lindau, ufficialmente Lindau (Bodensee), letteralmente: "Lindau (Lago di Costanza)" (in dialetto svevo Lindou, storicamente in italiano Lindavia) è una città di 26 155 abitanti della Baviera, capoluogo dell'omonimo circondario.
In considerazione della sua importanza, Lindau possiede la qualifica di grande città circondariale (Große Kreisstadt).

## Geografia fisica
Il centro storico si trova sull'omonima isola situata sulla costa settentrionale del Lago di Costanza collegata al continente tramite un ponte stradale ed uno ferroviario.

## Storia
Il nome Lindau fu per la prima volta nominato da un monaco di San Gallo in un documento dell'882, il quale decretava che Adalberto, conte di Rezia della stirpe dei Burcardingi, aveva fondato un convento sull'isola.
L'origine della città risale ad un insediamento romano del I secolo a.C. localizzato nel distretto di Aeschach.
Nel 1180 venne fondata la Chiesa di Santo Stefano e nel 1224 i francescani fondarono un monastero sull'isola.
Nel 1274 Lindau diventò una città libera dell'Impero sotto Rodolfo I e nel 1528 Lindau aderì alla Riforma protestante, seguendo inizialmente la Confessio tetrapolitana e successivamente quella di Augusta.
Dopo la Guerra dei trent'anni, nel 1655, fu inaugurata la Lindauer Kinderfest in memoria della guerra.
Dopo la dissoluzione del sacro Romano Impero, Lindau perse il suo status di Libera Città Imperiale nel 1802 diventando un principato sovrano per il principe Carlo Augusto di Bretzenheim che però la cedette poi ai domini asburgici.
Nel 1805 l'Austria rese la città alla Baviera.
Nel 1853 fu costruita una diga per collegare la ferrovia proveniente da Monaco di Baviera all'isola.
Nel 1856 la città fu dotata di un nuovo porto con la sua caratteristica entrata, la scultura di un leone, insieme all'unico faro presente in Baviera.
Dopo la seconda guerra mondiale, Lindau cadde sotto l'amministrazione francese.
Solo nel 1955 Lindau tornò nuovamente alla Baviera.
Lindau è localizzata vicino al punto d'incontro dei confini austriaco, tedesco e svizzero ed è conosciuta per la sua ottima posizione sul Lago di Costanza e per il suo caratteristico centro storico medievale.
Dal 1951 il Nobel Laureate Meeting attrae molti vincitori del Premio Nobel ogni anno ed è anche un congresso di fisica medica.
Altra attrazione è il Casinò, di proprietà del Bundesland della Baviera.

## Attrazioni turistiche
- Entrata del porto con il faro e Statua del Leone
- Chiesa di Santo Stefano
- Chiesa di san Pietro
- Cattedrale a Nostra Amata Signora, inizialmente monastero
- Maximilianstrasse (la strada principale e dei negozi)
- Municipio
- Lungolago (passeggiata sul porto)
- Sequoia della California

## Infrastrutture e trasporti

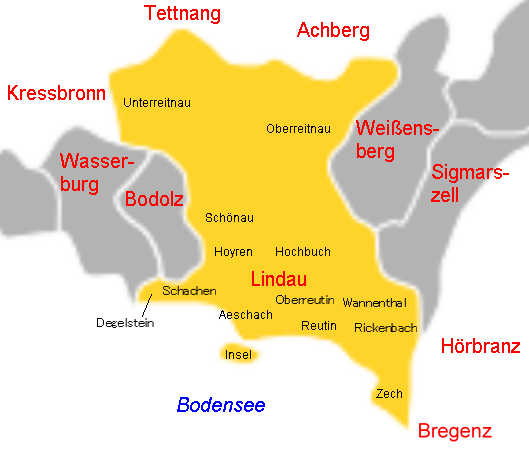
Quartieri della città di Lindau e confinanti

- Stazione di Lindau-Insel

## Amministrazione

### Gemellaggi
Lindau è gemellata con:
- Chelles, dal 1964

## Lindau in letteratura
Lindau è il titolo di una poesia di Eugenio Montale nella raccolta Le occasioni (come segnalò Arnaldo Di Benedetto al comune di Lindau).

## Galleria d'immagini

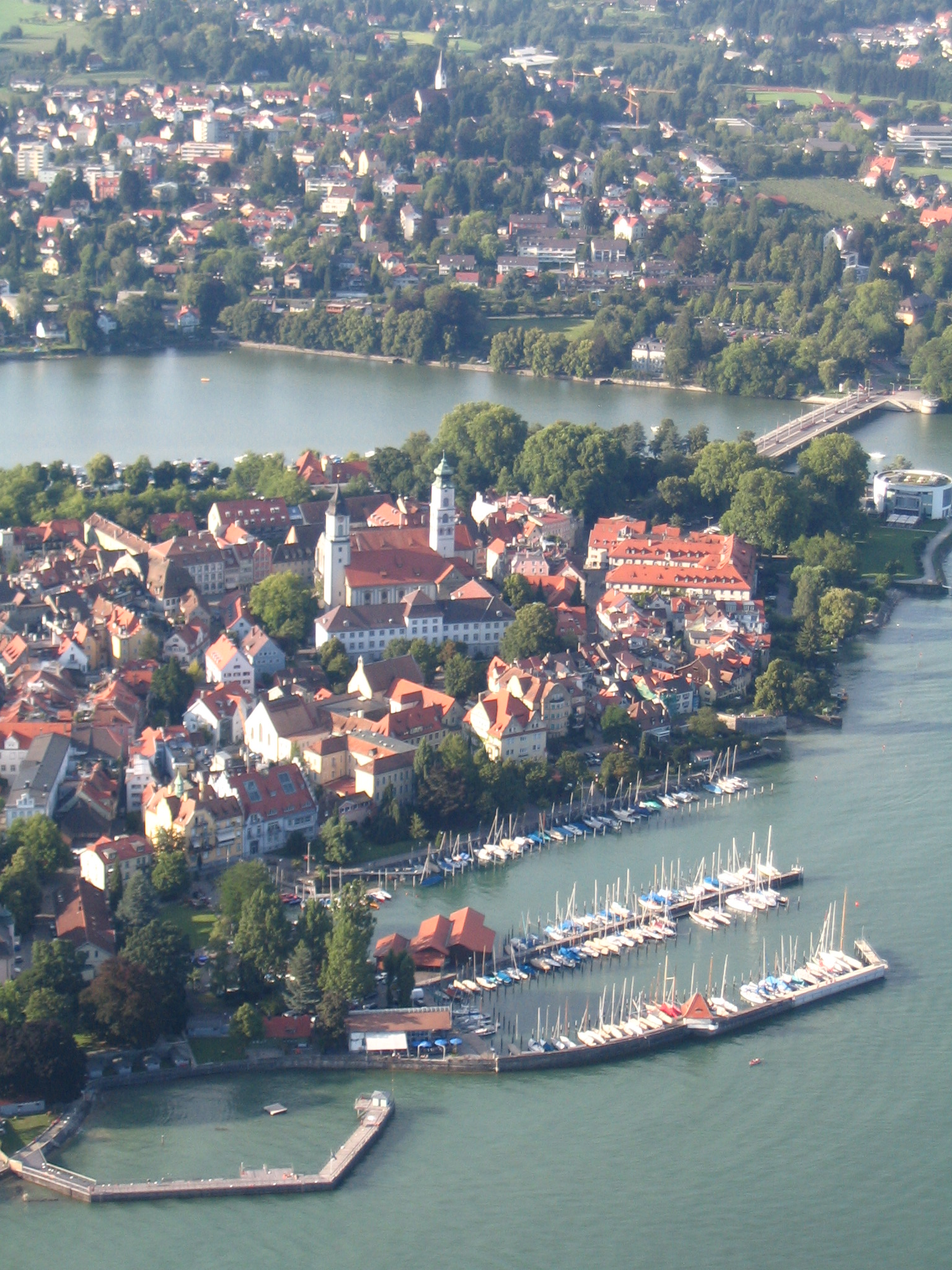
Centro storico con monastero e chiesa di Santo Stefano (da est)
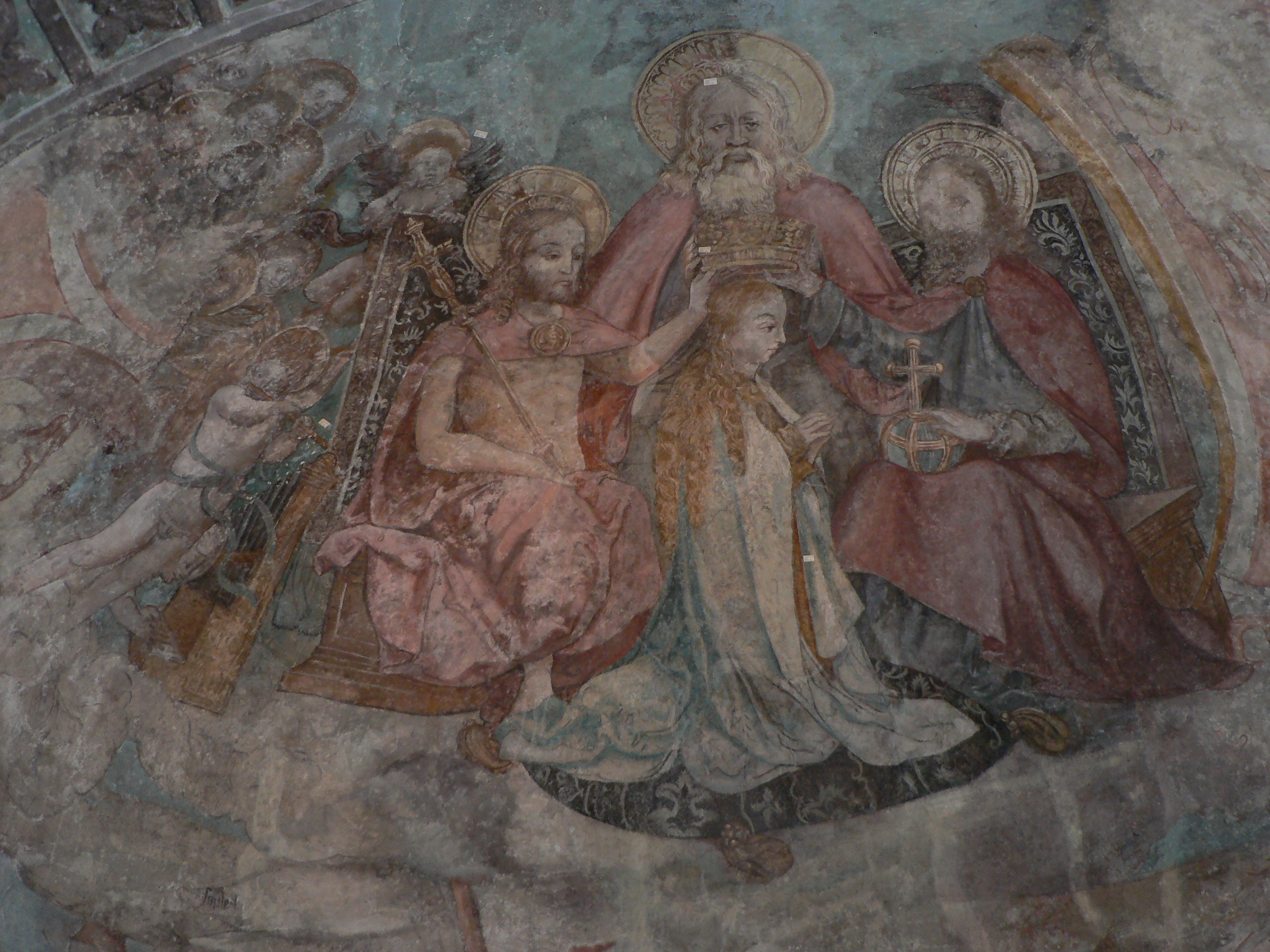
Affresco dell'Incoronazione di Maria nella chiesa di San Pietro
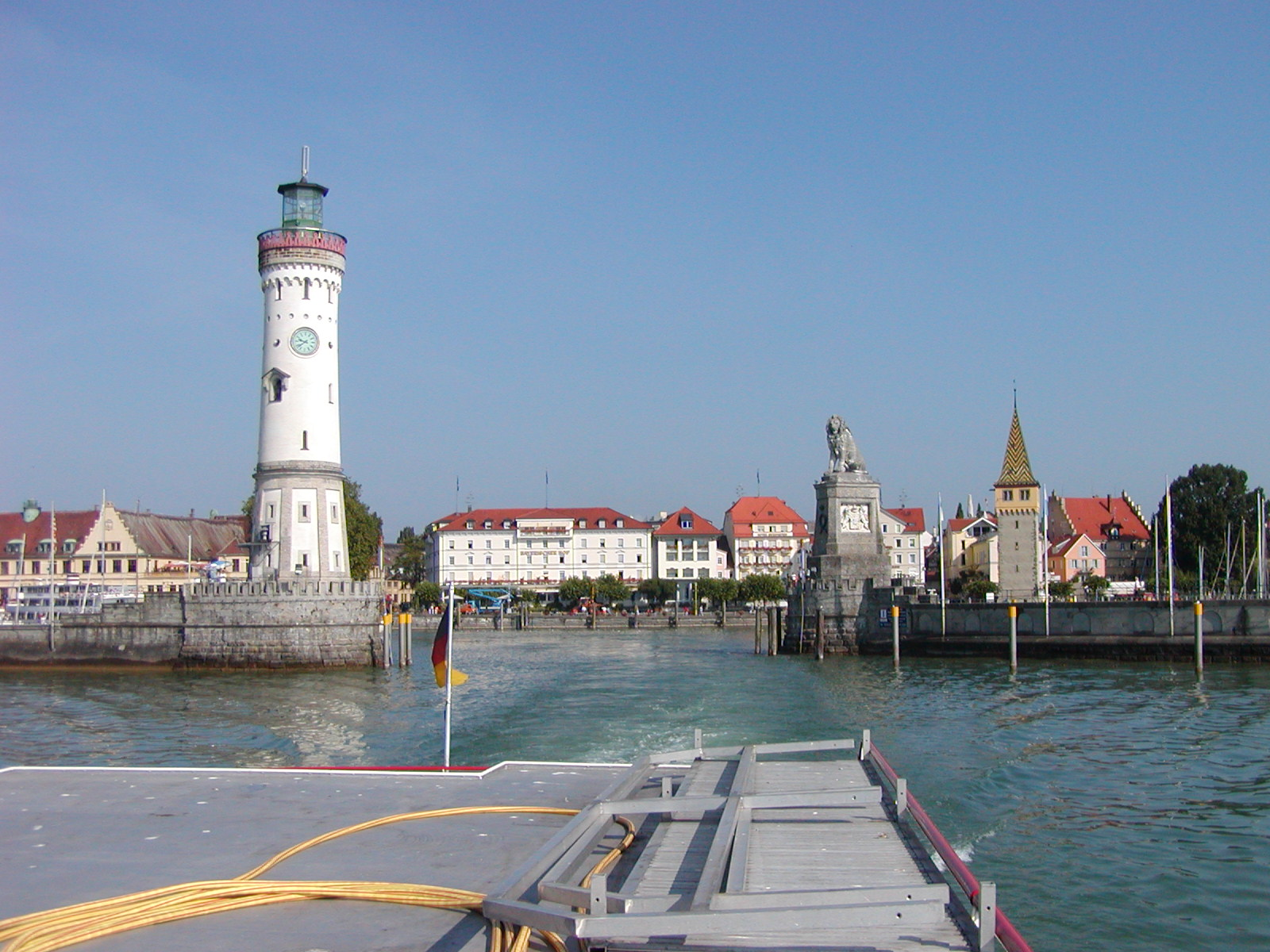
Ingresso al porto visto dal lago
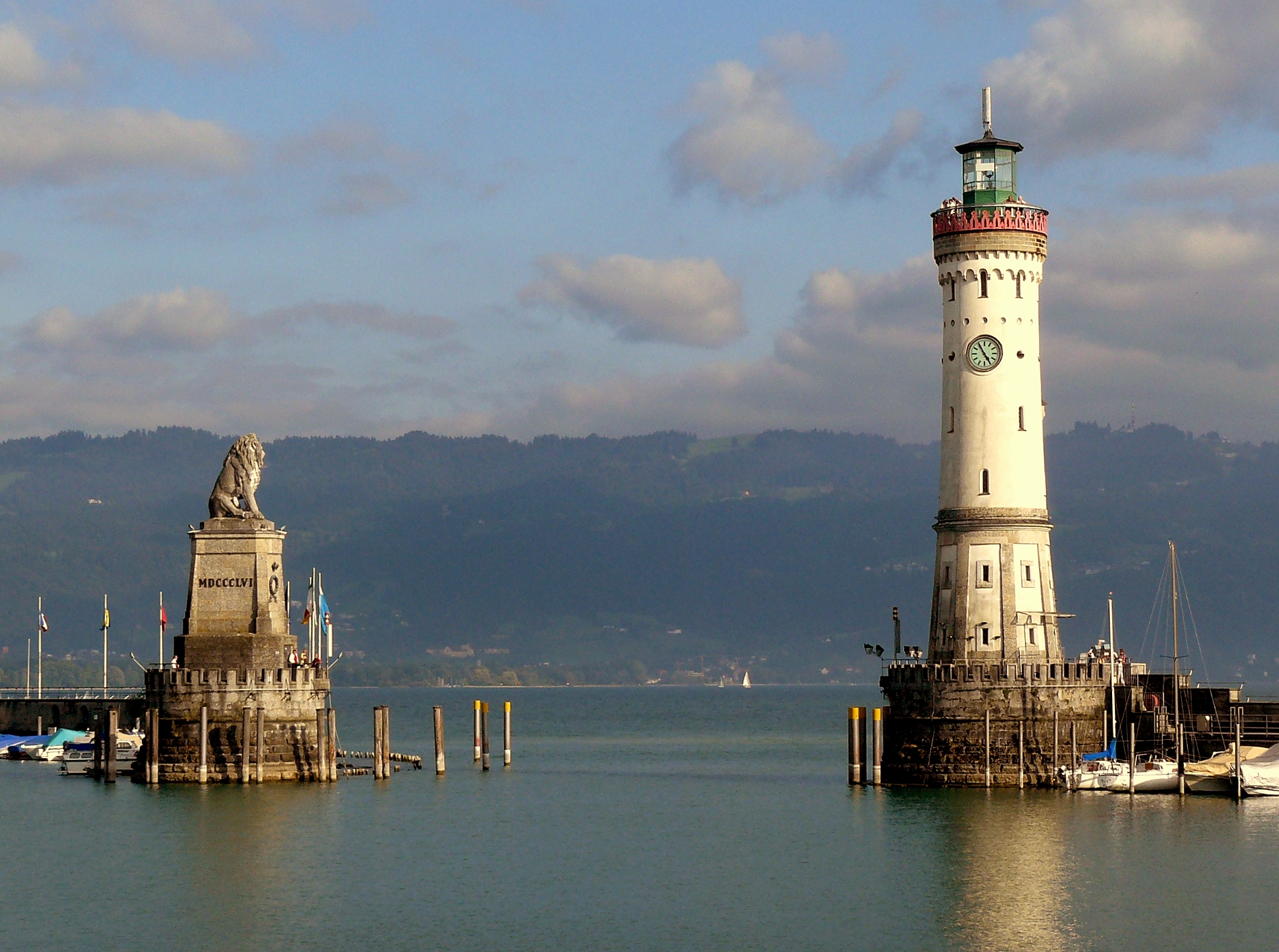
Ingresso al porto visto da terra
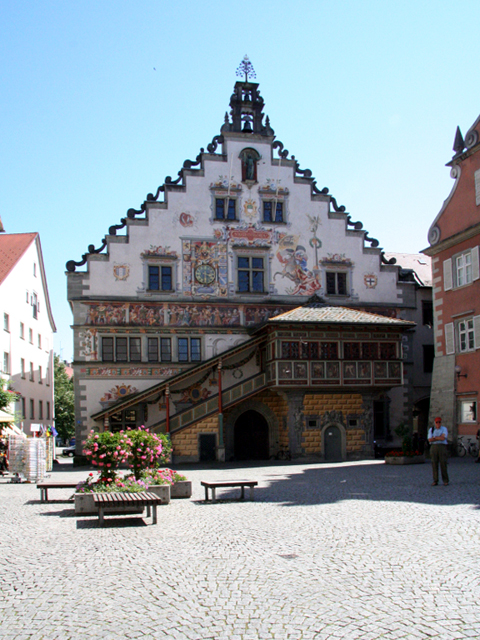
Altes Rathaus (Antico palazzo comunale)
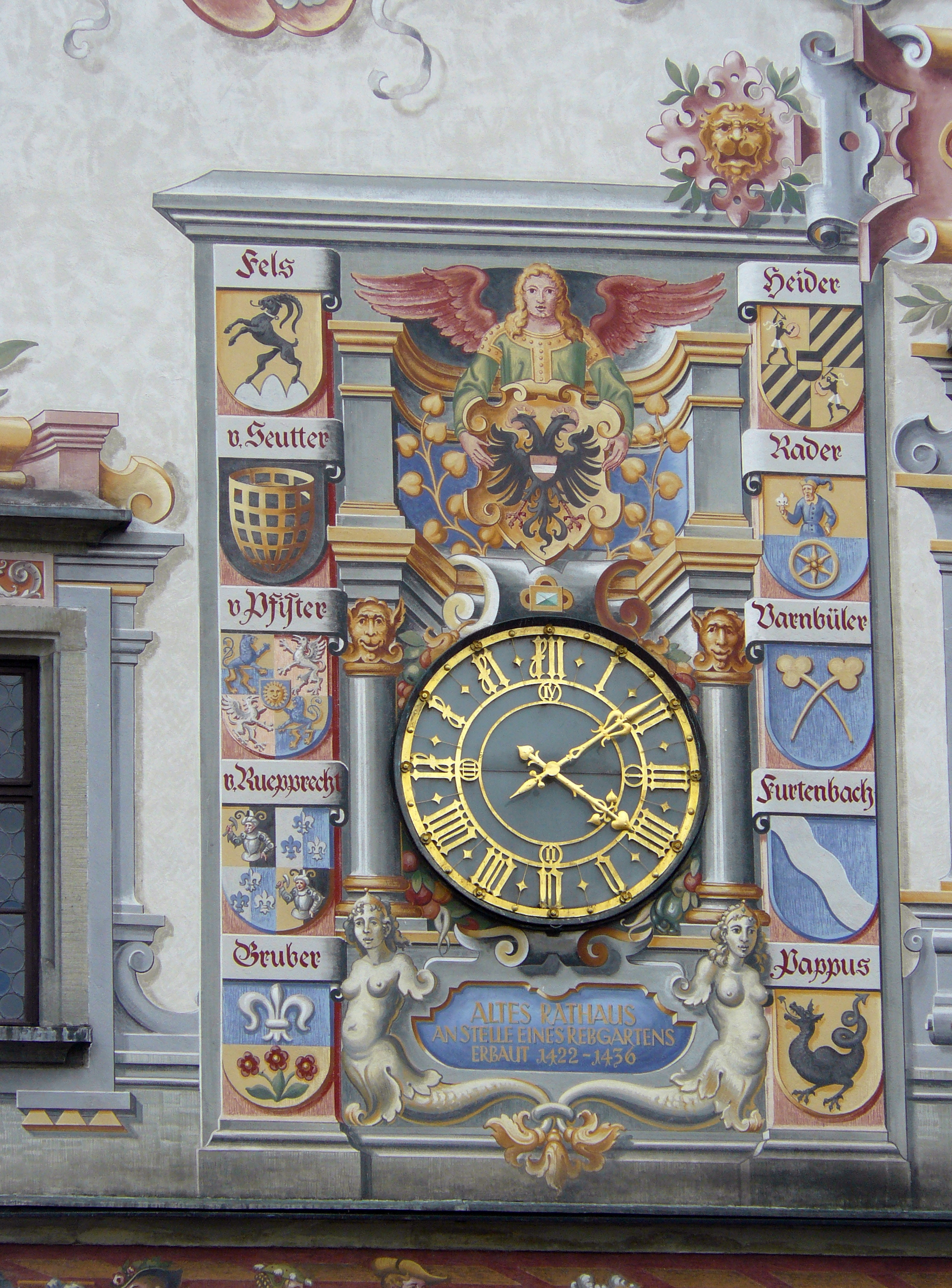
Orologio dell'Antico palazzo comunale sulla facciata nord
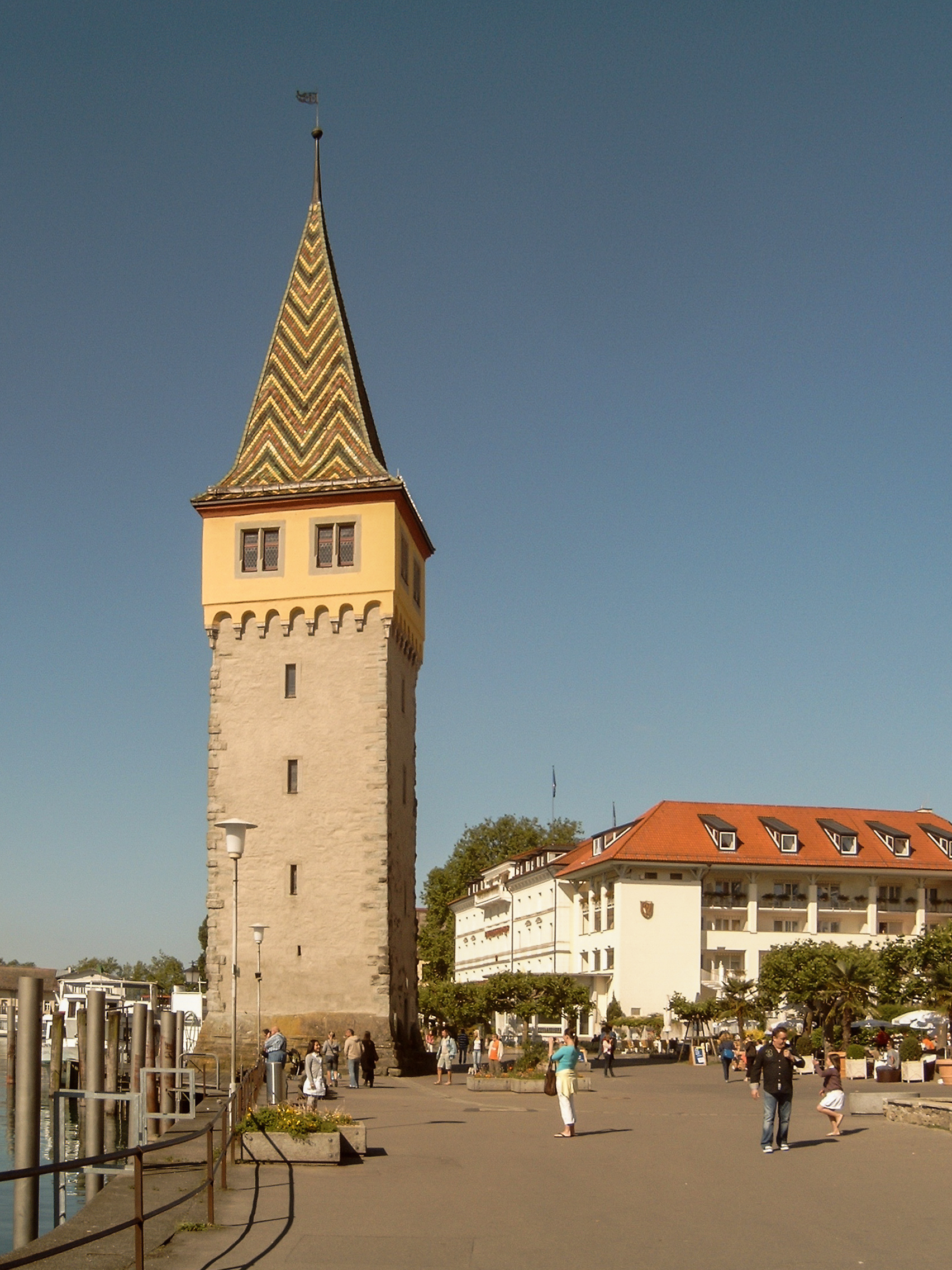
Mangenturm
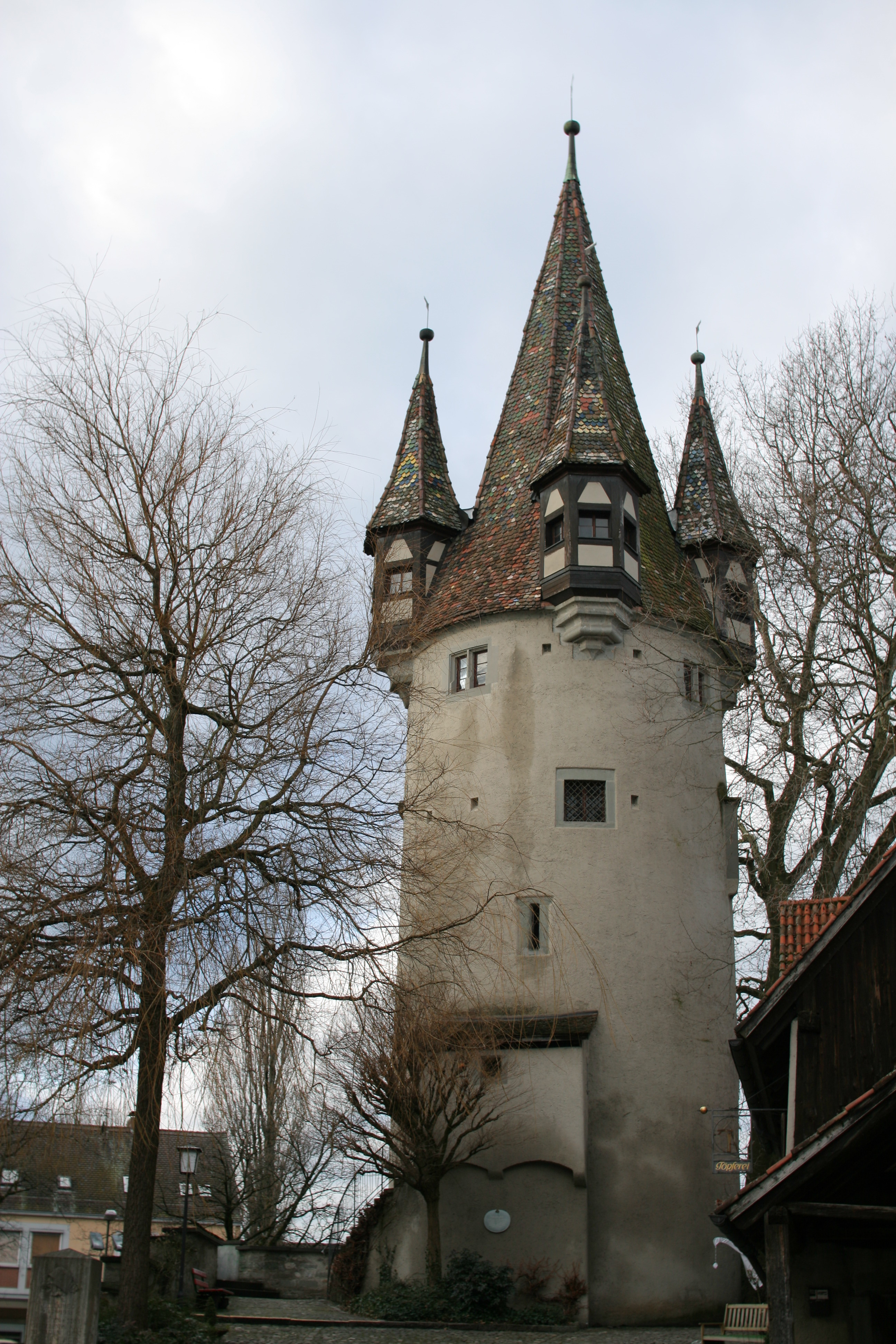
Diebsturm (Torre dei ladri)